# Châu Phú A
Châu Phú A (Gọi tắt là Phường A) là phường trung tâm của thành phố Châu Đốc, tỉnh An Giang, Việt Nam.

## Địa lý
Phường Châu Phú A nằm ở trung tâm thành phố Châu Đốc, có vị trí địa lý:
- Phía đông giáp huyện An Phú với ranh giới là sông Châu Đốc
- Phía tây giáp phường Núi Sam
- Phía nam giáp phường Châu Phú B với ranh giới là đường Tân Lộ Kiều Lương và đường Nguyễn Văn Thoại
- Phía bắc giáp phường Vĩnh Nguơn với ranh giới là kênh Vĩnh Tế.

Phường có diện tích 5,24 km², dân số năm 2019 là 21.988 người, mật độ dân số đạt 4.196 người/km².
Phía đông bắc phường có cầu Cồn Tiên bắc qua sông Châu Đốc trên quốc lộ 91C đi cửa khẩu Khánh Bình.
Địa hình các phường Châu Phú A và Châu Phú B là đồng bằng thấp trũng ven sông nơi ngã ba sông Châu Đốc - sông Hậu, nằm trong khu vực Tứ giác Long Xuyên, một trong hai khu vực đất ngập nước tự nhiên, điều tiết lũ sông Cửu Long cho đồng bằng sông Cửu Long.

## Hành chính
Phường Châu Phú A được chia thành 11 khóm: 1, 2, 3, 4, 5, 6, 7, 8, Châu Thạnh, Vĩnh Chánh và Vĩnh Phú.

## Lịch sử
Địa bàn hai phường Châu Phú A, Châu Phú B, nằm tại ngã ba sông Châu Đốc - Vĩnh Tế, ở phía bờ đông sông kênh Vĩnh Tế, vào thời nhà Nguyễn là đất thành Châu Đốc.
Từ những năm 1849, Nguyễn Tri Phương và Doãn Uẩn đã kiến nghị lên vua Tự Đức về việc cho rời tỉnh thành An Giang (đương thời là thành Châu Đốc tức thành Châu Phú, huyện Tây Xuyên) về đất Long Sơn, huyện Đông Xuyên. Tuy nhiên, việc bàn này không được chuẩn y, mà vẫn để như cũ.
Dưới thời Việt Nam Cộng hòa, địa bàn phường Châu Phú A hiện nay là một phần xã Châu Phú thuộc quận Châu Phú, tỉnh Châu Đốc.
Sau năm 1975, xã Châu Phú A được thành lập trên cơ sở điều chỉnh một phần diện tích tự nhiên và quy mô dân số của xã Châu Phú.
Ngày 25 tháng 4 năm 1979, Hội đồng Chính phủ ban hành Quyết định 181-CP năm 1979. Theo đó:
- Sáp nhập 1/2 ấp Châu Thới 1 và 1/2 ấp Châu Thới 2 của xã Châu Phú A (theo đường rãnh lòng kinh Vĩnh tế, qua lòng kinh cầu số 4 đến giữa lộ núi Sam – Châu Đốc) vào xã Châu Phú B
- Thành lập phường Châu Phú A trên cơ sở phần diện tích tự nhiên và quy mô dân số còn lại của xã Châu Phú A.

## Di tích

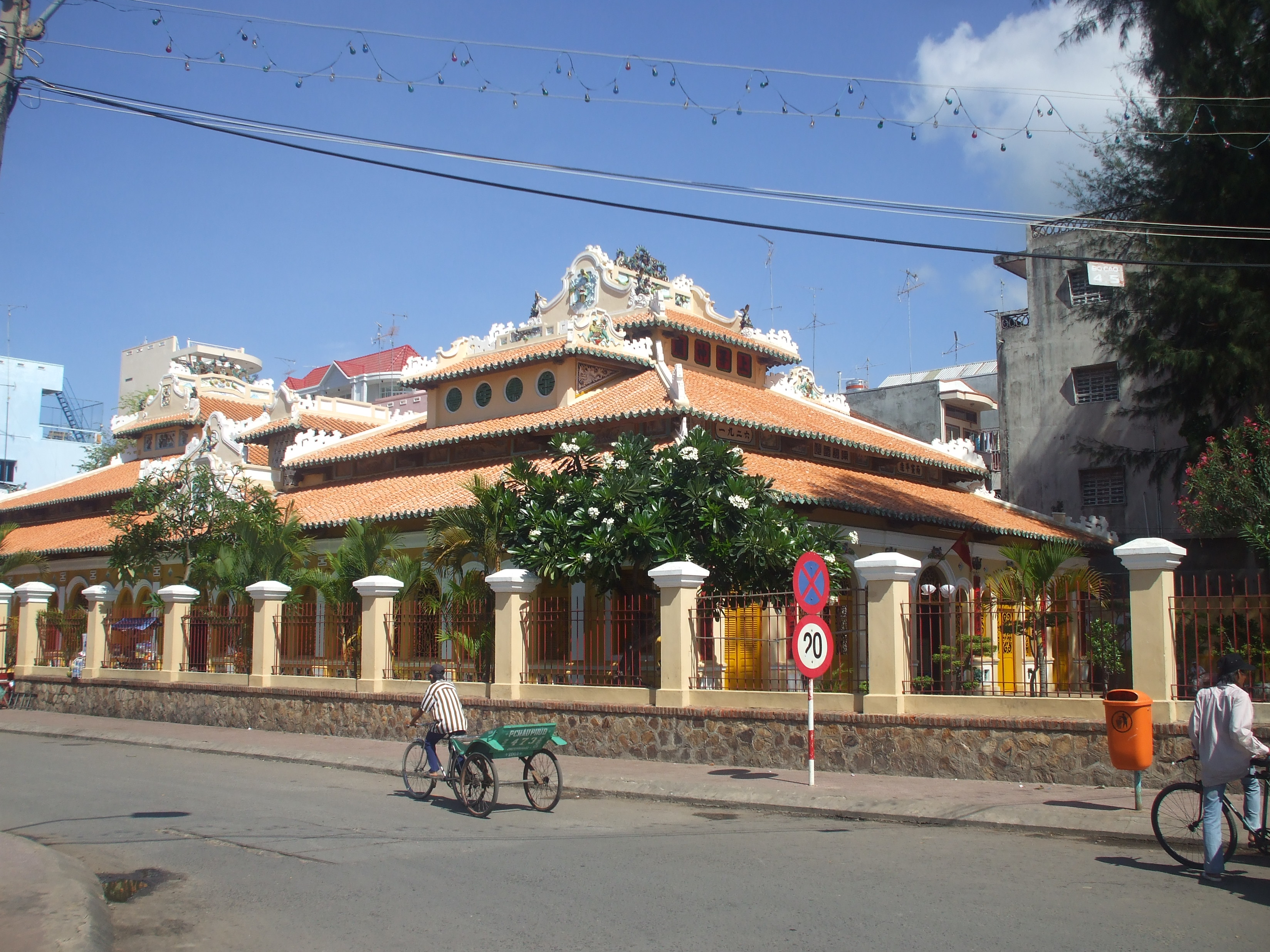
Toàn cảnh đình Châu Phú

Đình Châu Phú nằm ở góc đường Trần Hưng Đạo - Nguyễn Văn Thoại vốn là đền thờ Nguyễn Hữu Cảnh (đền Lễ Công), do Nguyễn Văn Thoại xây dựng, là một trong 2 đền thờ Nguyễn Hữu Cảnh tại tỉnh An Giang nhà Nguyễn, được nói đến trong Đại Nam nhất thống chí (đền Lễ Công còn lại là đền vốn đã từng nằm trên cù lao Cây Sao (cù lao Ông Chưởng) giữa sông Hậu, nay là cù lao Mỹ Hòa Hưng cũng là xã cùng tên của thành phố Long Xuyên).